# Krtičníkovité

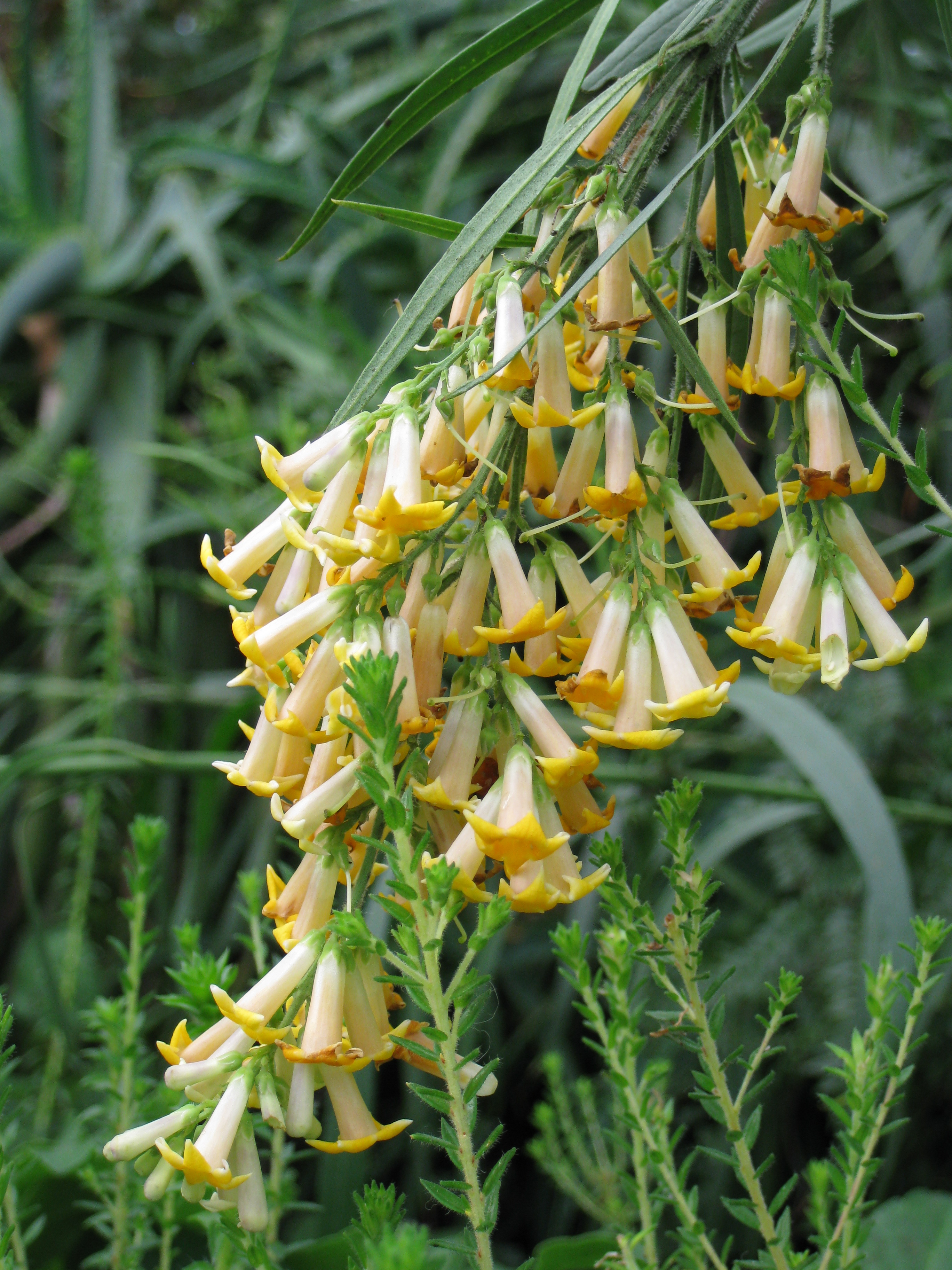
Freylinia lanceolata

Krtičníkovité (Scrophulariaceae) je čeleď vyšších dvouděložných rostlin z řádu hluchavkotvaré (Lamiales). S nástupem molekulární systematiky se čeleď velmi zmenšila a mnoho známých rodů bylo přesunuto do jiných čeledí. Z rostlin vyskytujících se v ČR sem patří rody divizna a krtičník a také blatěnka vodní. Některé cizokrajné druhy jsou pěstovány jako okrasné rostliny, zejména komule Davidova, hledíkovka a ostruhatka.

## Charakteristika
Krtičníkovité jsou převážně byliny a polokeře, řidčeji keře, stromy nebo liány (komule – Buddleja) se střídavými nebo vstřícnými jednoduchými listy bez palistů, řidčeji (komule) s palisty. Odění je nejčastěji z jednoduchých chlupů, řidčeji jsou přítomny chlupy žlaznaté nebo hvězdovité. Čepel listů je celokrajná nebo zubatá, se zpeřenou žilnatinou.
Květenství jsou vrcholová nebo řidčeji úžlabní, hroznovitá, řidčeji vrcholíky (Myoporum aj.). Květy jsou souměrné nebo téměř pravidelné, obvykle pětičetné a oboupohlavné. Některé druhy komulí jsou dvoudomé s jednopohlavnými květy. Kalich je srostlý z 5, řidčeji ze 3 až 4 lístků, u zástupců bývalé čeledi Myoporaceae i volný. Koruna je nejčastěji dvoupyská nebo s úzkou korunní trubkou a rozšířeným hrdlem, srostlá z 5 nebo řidčeji ze 4 lístků. Tyčinky jsou přirostlé ke koruně, v počtu 5, 4 nebo 2. Někdy je přítomno staminodium. Semeník je svrchní, srostlý ze 2 (u několika druhů komule ze 4) plodolistů. V každém plodolistu je 1 až mnoho vajíček. Placentace je axilární. Plodem je septicidní tobolka, dvounažka nebo poltivý plod (schizokarp) rozpadávající se na peckovičky, u některých druhů komulí i bobule.

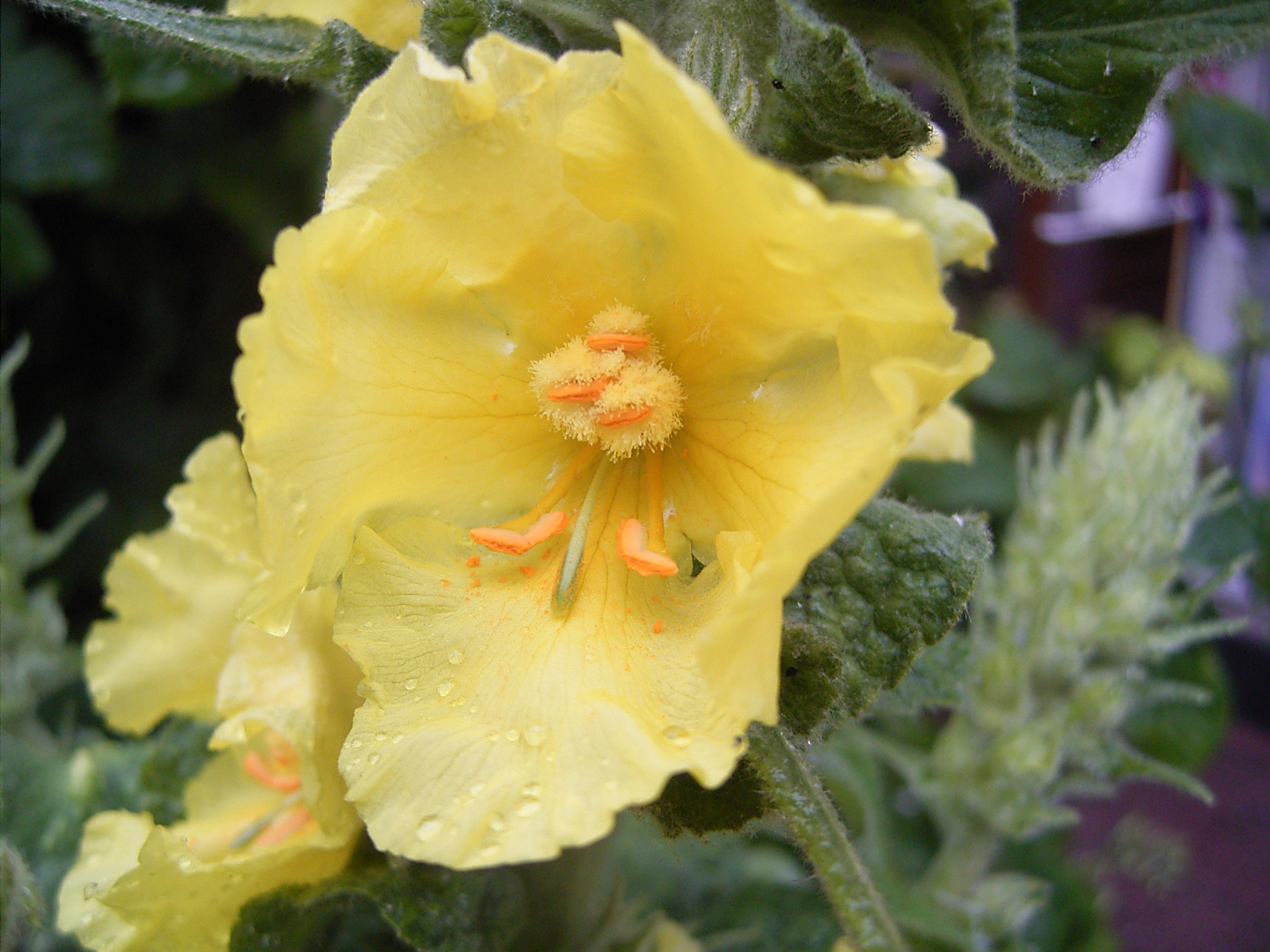
Detail květu divizny malokvěté (Verbascum thapsus)
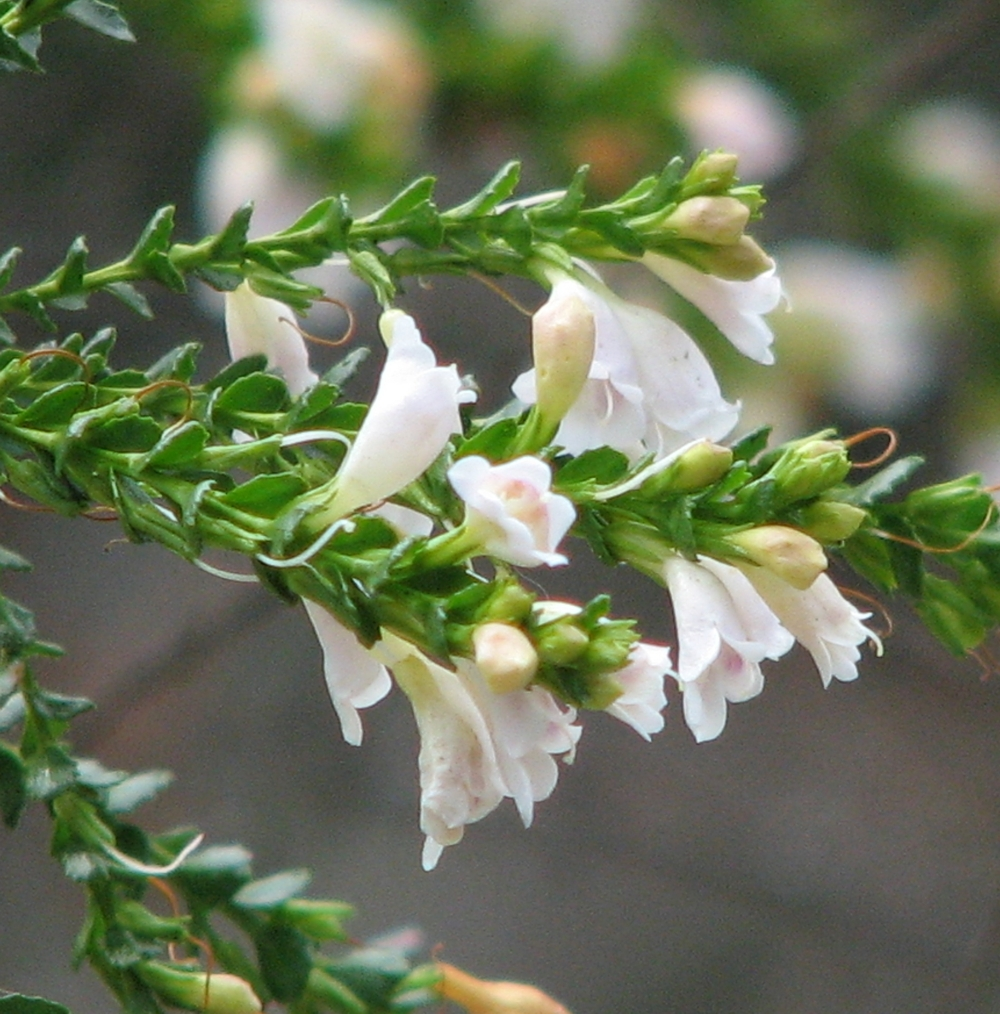
Eremophila brevifolia
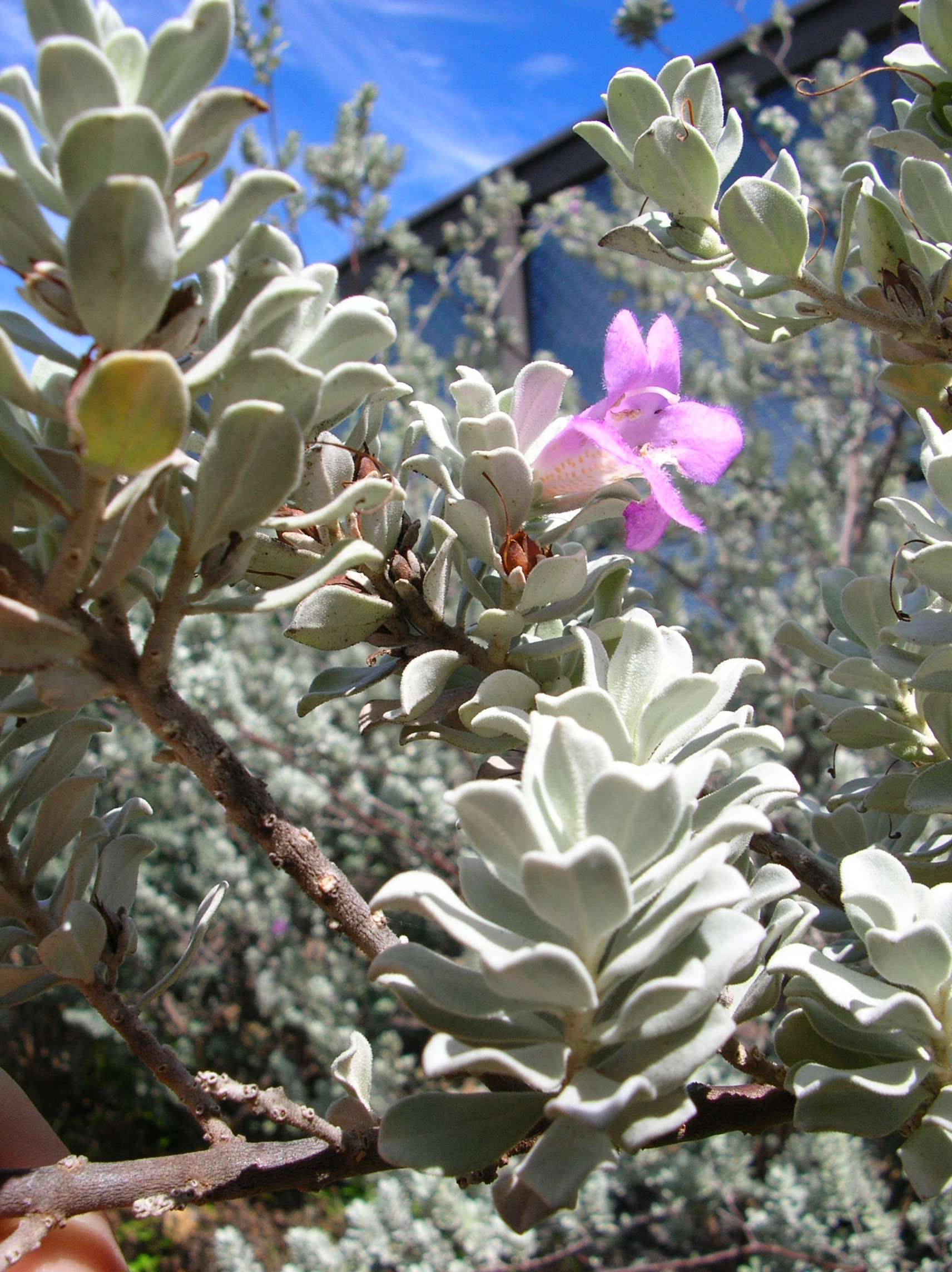
Bělota Leucophyllum frutescens
Kvetoucí Myoporum sandwicense

## Rozšíření
Čeleď krtičníkovité v současném smyslu zahrnuje asi 1700 druhů v asi 56 až 65 rodech. Největší rody jsou divizna (Verbascum, 360 druhů), eremofila (Eremophila, 215), krtičník (Scrophularia, 200), strboulovec (Selago, 190) a komule (Buddleja, 125 druhů).
Krtičníkovité jsou kosmopolitní čeleď hojně zastoupená v tropech i v mírném pásu. Nejvíce druhů je v Africe.
V české květeně je čeleď zastoupena 9 druhy divizny (Verbascum), 4 druhy krtičníku (Scrophularia) a druhem blatěnka vodní (Limosella aquatica). Ostatní rody dříve řazené do krtičníkovitých, jako je rozrazil, náprstník, černýš aj., jsou v dnešní systematice řazeny do jiných čeledí.

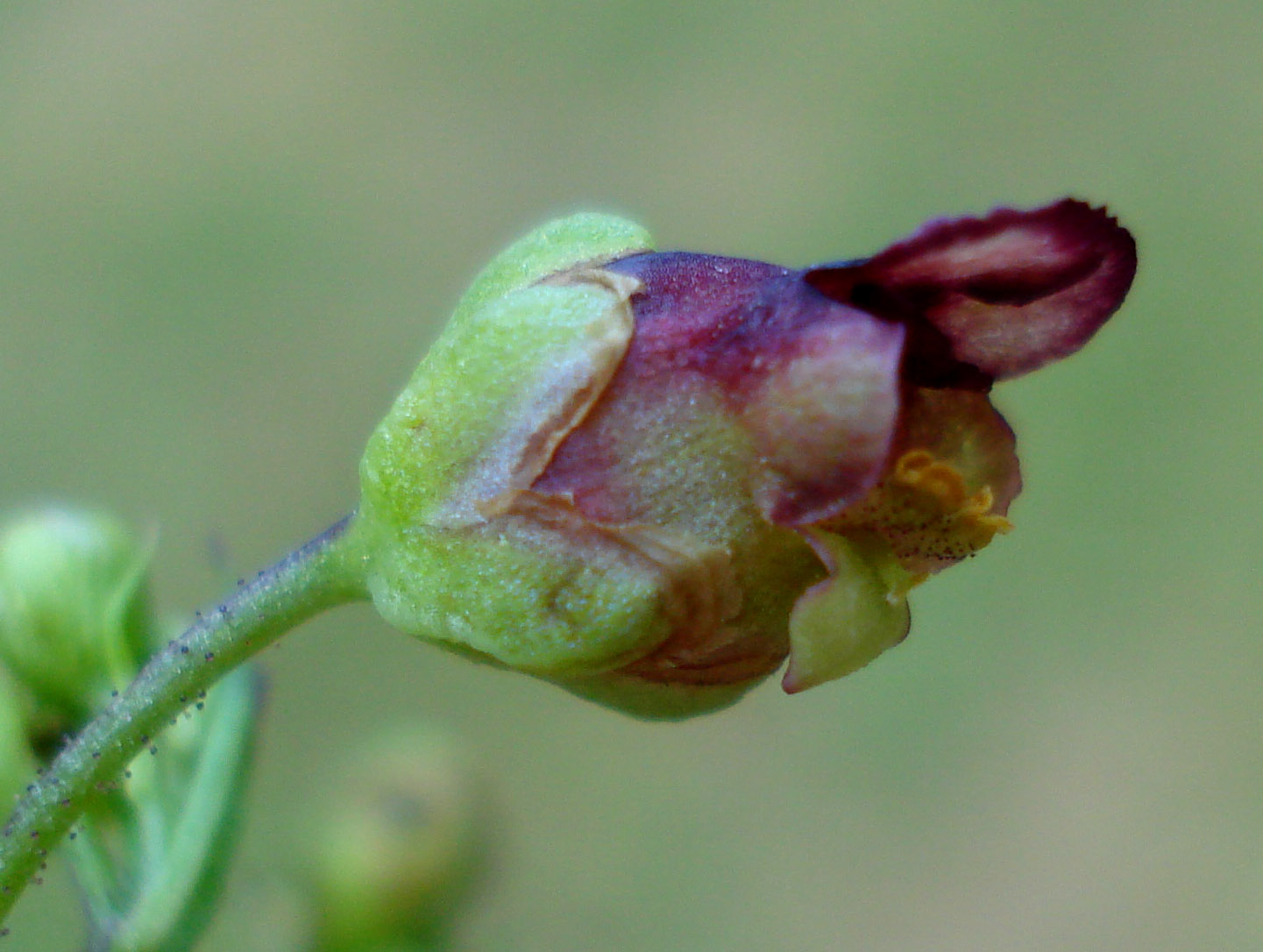
Květ krtičníku křídlatého (Scrophularia umbrosa)
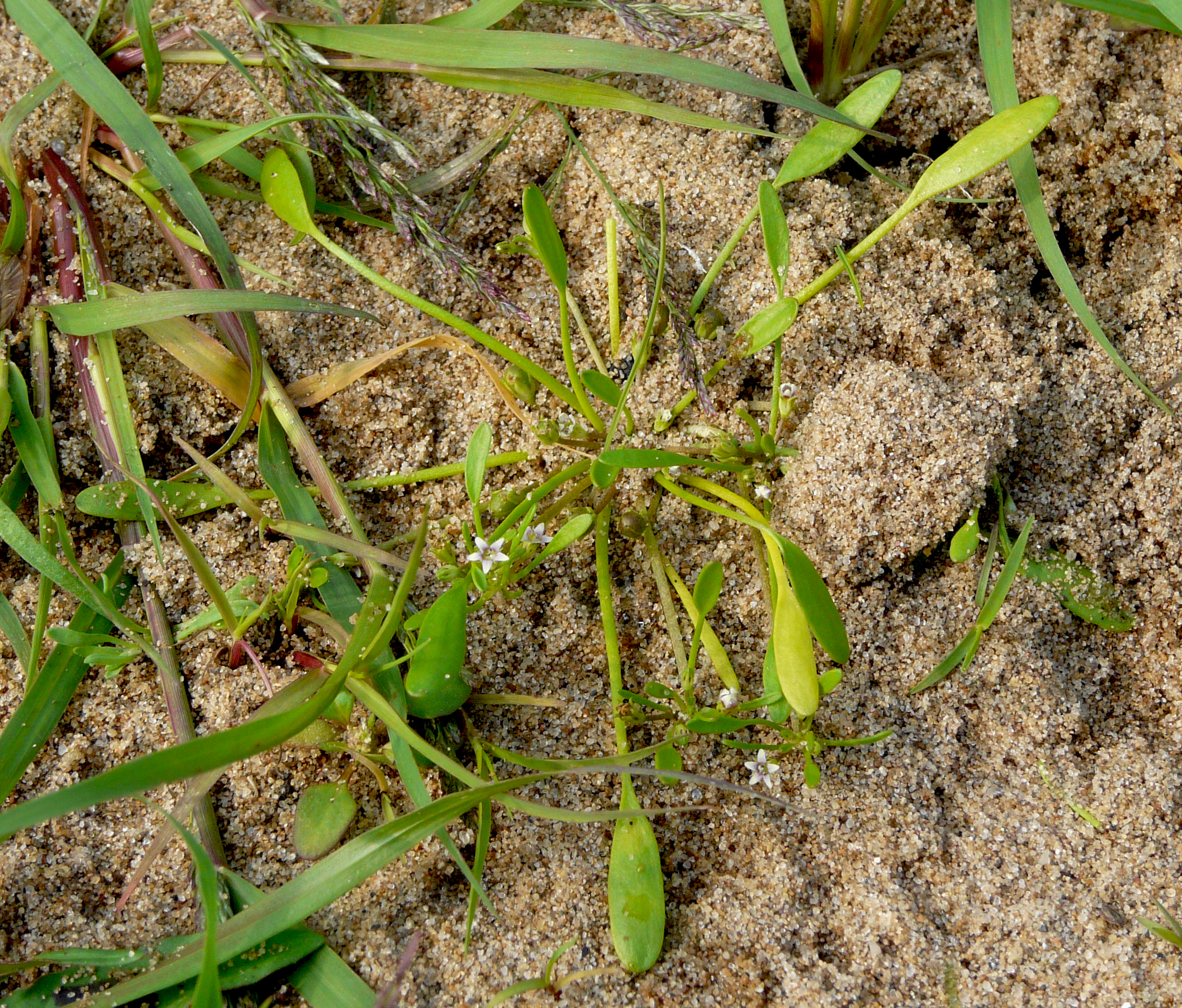
Blatěnka vodní (Limosella aquatica)
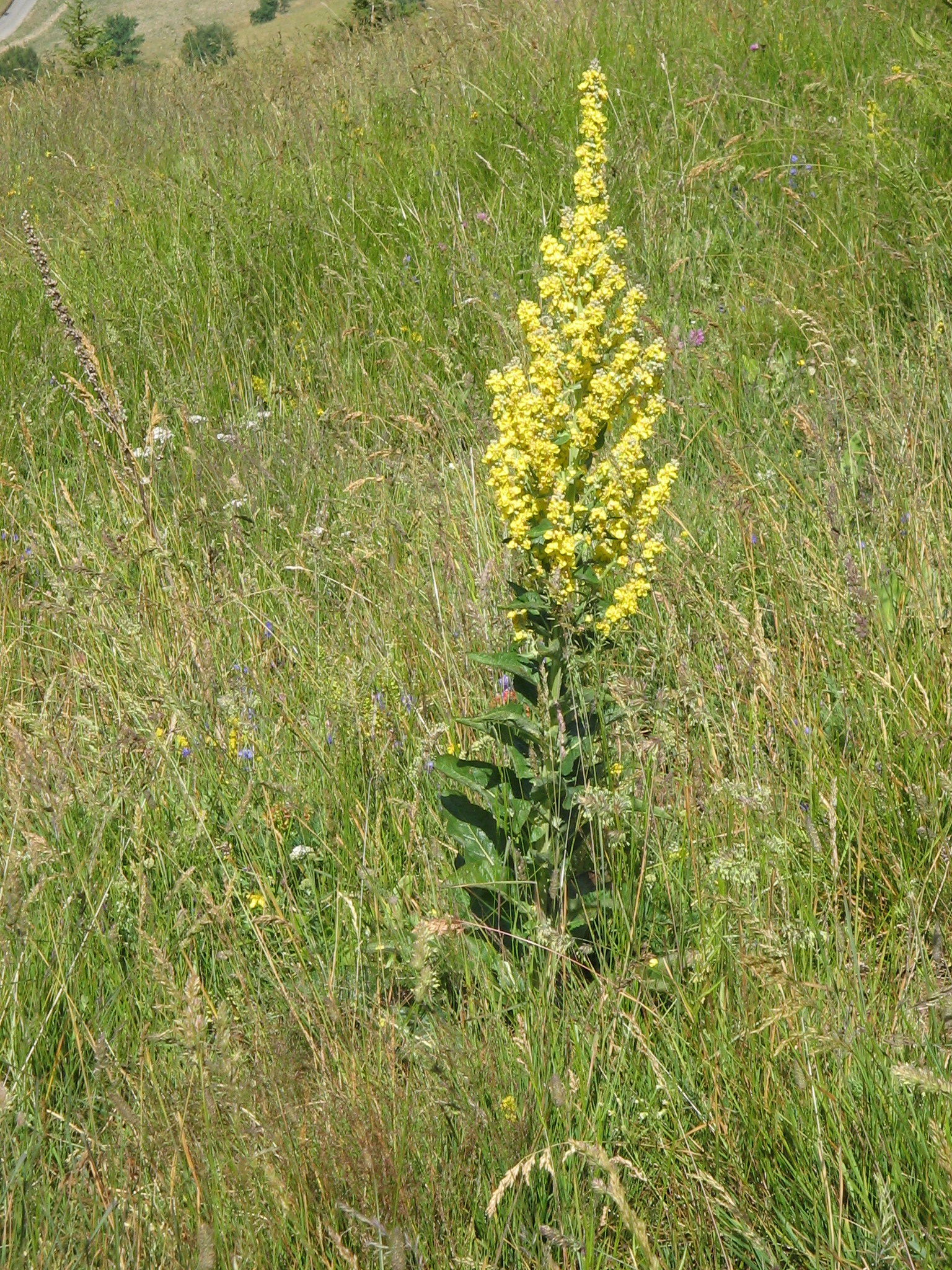
Divizna jižní (Verbascum chaixii)
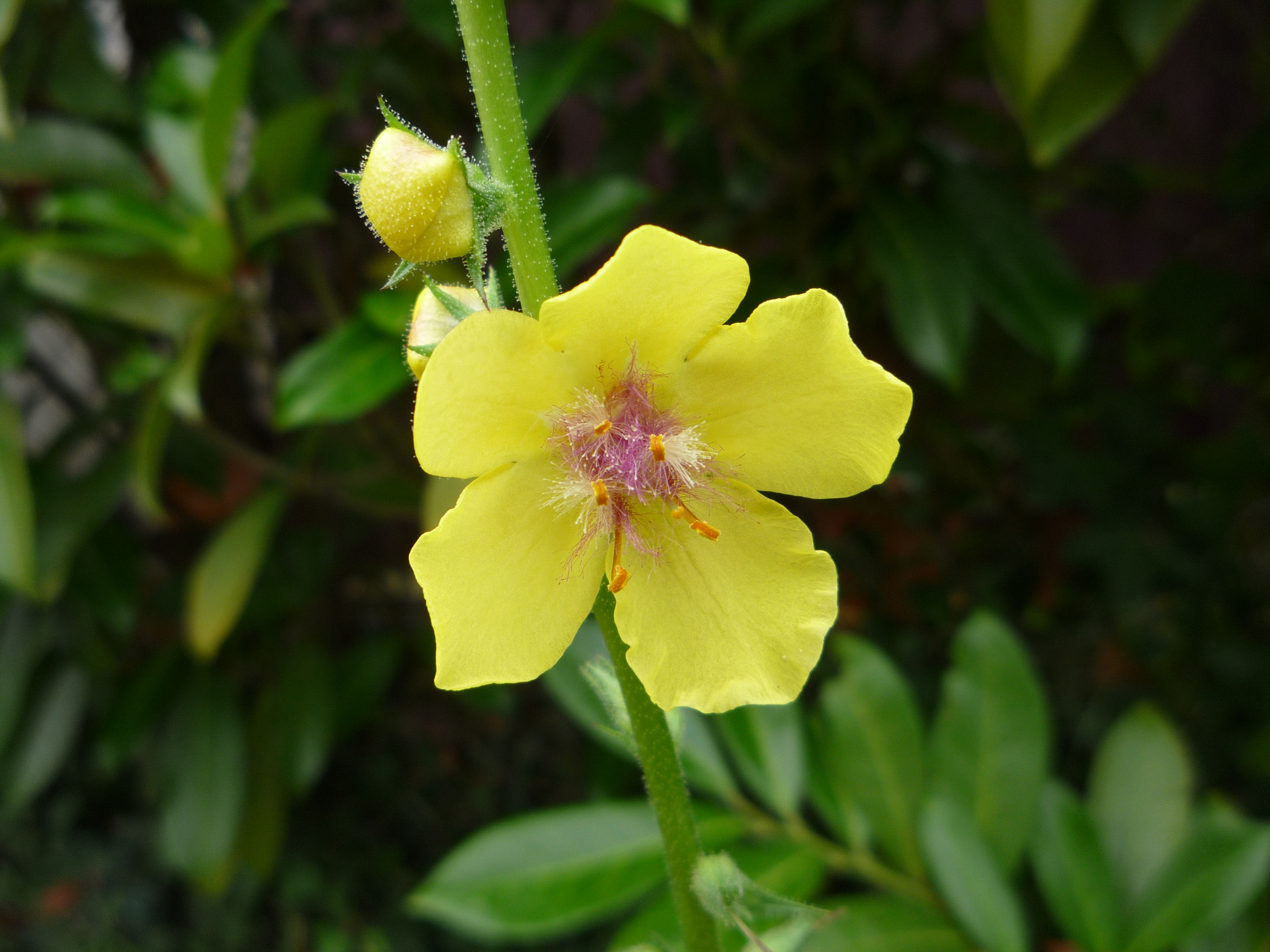
Květ divizny švábovité (Verbascum blattaria)

## Taxonomie
Čeleď krtičníkovité dříve obsahovala až 3000 druhů a 280 rodů. S nástupem molekulárních metod přišel převrat v systematice celého řádu hluchavkotvaré, neboť bylo zjištěno, že některé čeledi jsou parafyletické. Počet druhů v čeledi krtičníkovité se tak snížil téměř na polovinu a počet rodů dokonce na čtvrtinu.
V roce 1995 byla publikována první studie dokazující, že velká a zavedená čeleď krtičníkovitých není monofyletická. Další výzkum tyto výsledky podepřel a krtičníkovité čekal úplný rozpad.
V původní čeledi zbylo jen minimum rodů (z českých zástupců pouze krtičník (Scrophularia), divizna (Verbascum) a blatěnka (Limosella). Tyto rody se vyznačují specifickým typem prašníků, kde prašné váčky navzájem splývají a otevírají se příčnou štěrbinou.
Většina rodů z krtičníkovitých byla přeřazena do jiných stávajících čeledí. Nejvýznamnější přírůstek zaznamenaly právě jitrocelovité, kam je dnes řazena asi polovina (přes 90) původních rodů krtičníkovitých (z české květeny např. rody hledík (Antirrhinum), lnice (Linaria), náprstník (Digitalis), rozrazil (Veronica)). Silně se rozrostly (celkem o 48 rodů) také zárazovité (Orobanchaceae), kam byly přeřazeny všechny parazitické a poloparazitické rody – z českých např. černýš (Melampyrum), světlík (Euphrasia), zdravínek (Odontites), všivec (Pedicularis), kokrhel (Rhinanthus) a podbílek (Lathraea). Zbývající rody byly zařazeny do menších čeledí: do čeledi puštičkovité (Linderniaceae) 13 rodů, do čeledi Phrymaceae 8 rodů, do nové čeledi pantoflíčkovité (Calceolariaceae) 2 rody. Rod pavlovnie (Paulownia) byl přeřazen do samostatné čeledi pavlovniovité. Několik rodů bylo také přesunuto do čeledi Stilbaceae.
Do krtičníkovitých byly naopak vřazeny 2 bývalé a převážně dřevnaté čeledi: komulovité (Buddlejaceae) a Myoporaceae (celkem 7 rodů).

## Zástupci
- alonsoa (Alonsoa)
- bělota (Leucophyllum)
- divizna (Verbascum)
- eremofila (Eremophila)
- fygélius (Phygelius)
- hledíkovka (Nemesia)
- komule (Buddleja)
- kozara (Capraria)
- krtičník (Scrophularia)
- ostruhatka (Diascia)
- ovláčka (Hebenstretia)
- poluška (Hemimeris)
- strboulovec (Selago)
- sutera (Sutera)
- zalužanka (Zaluzianskya)[10]

## Význam
Hospodářský význam krtičníkovitých není velký. Některé druhy jsou používány jako léčivky nebo pěstovány jako okrasné rostliny.
Komule Davidova (Buddleja davidii) je pěstována v mnoha barevných kultivarech jako okrasná dřevina. Řidčeji jsou pěstovány i jiné druhy, např. komule střídavolistá (Buddleja alternifolia) a komule sněhobílá (Buddleja nivea).
Jako letničky jsou pěstovány druhy rodů alonsoa (Alonsoa), hledíkovka (Nemesia), ostruhatka (Diascia), Sutera, jako trvalky zvláště divizny (Verbascum), dále zalužanka (Zaluzianskya) a Hebenstretia dentata

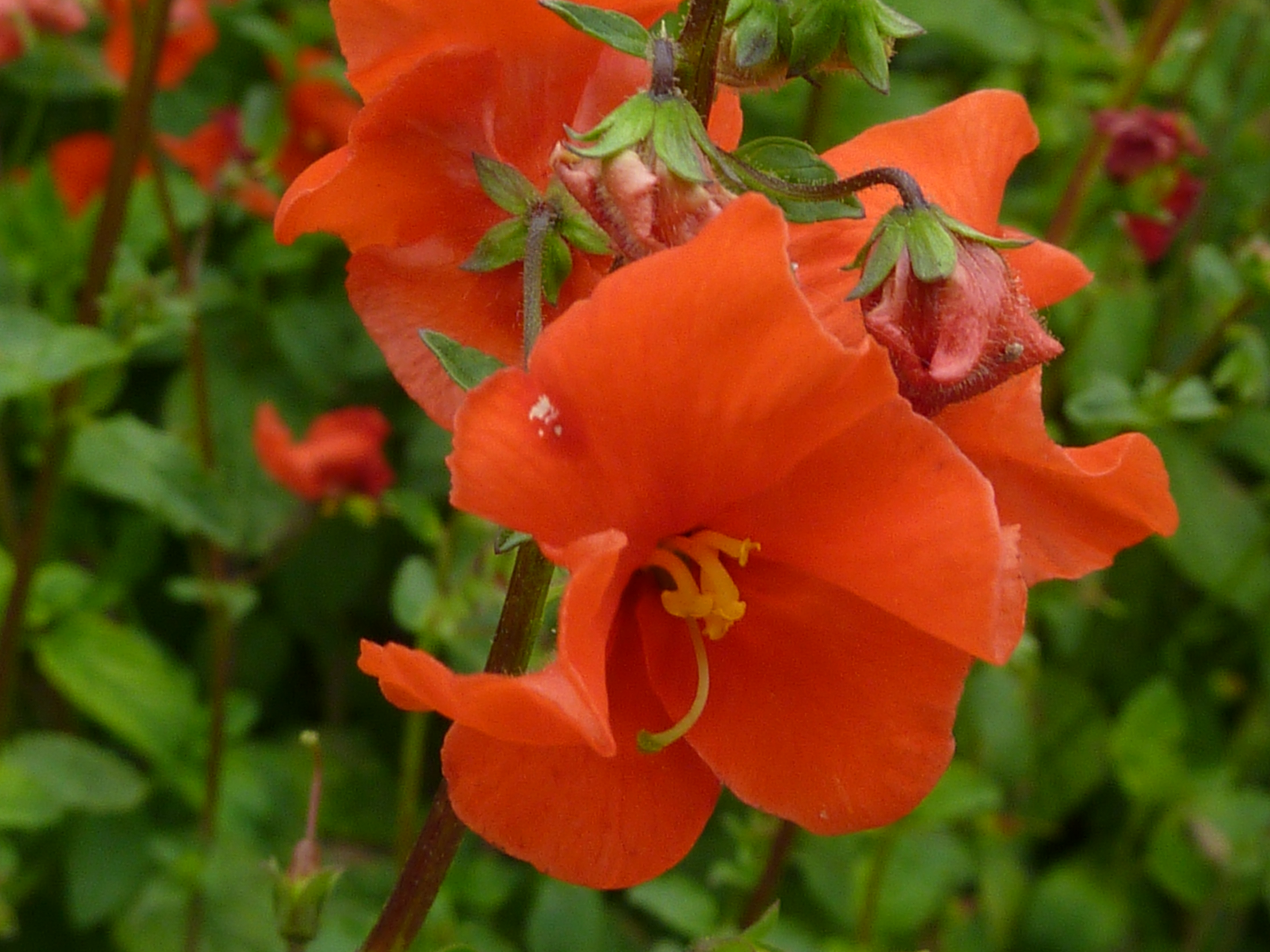
Květy Alonsoa warscewiczii
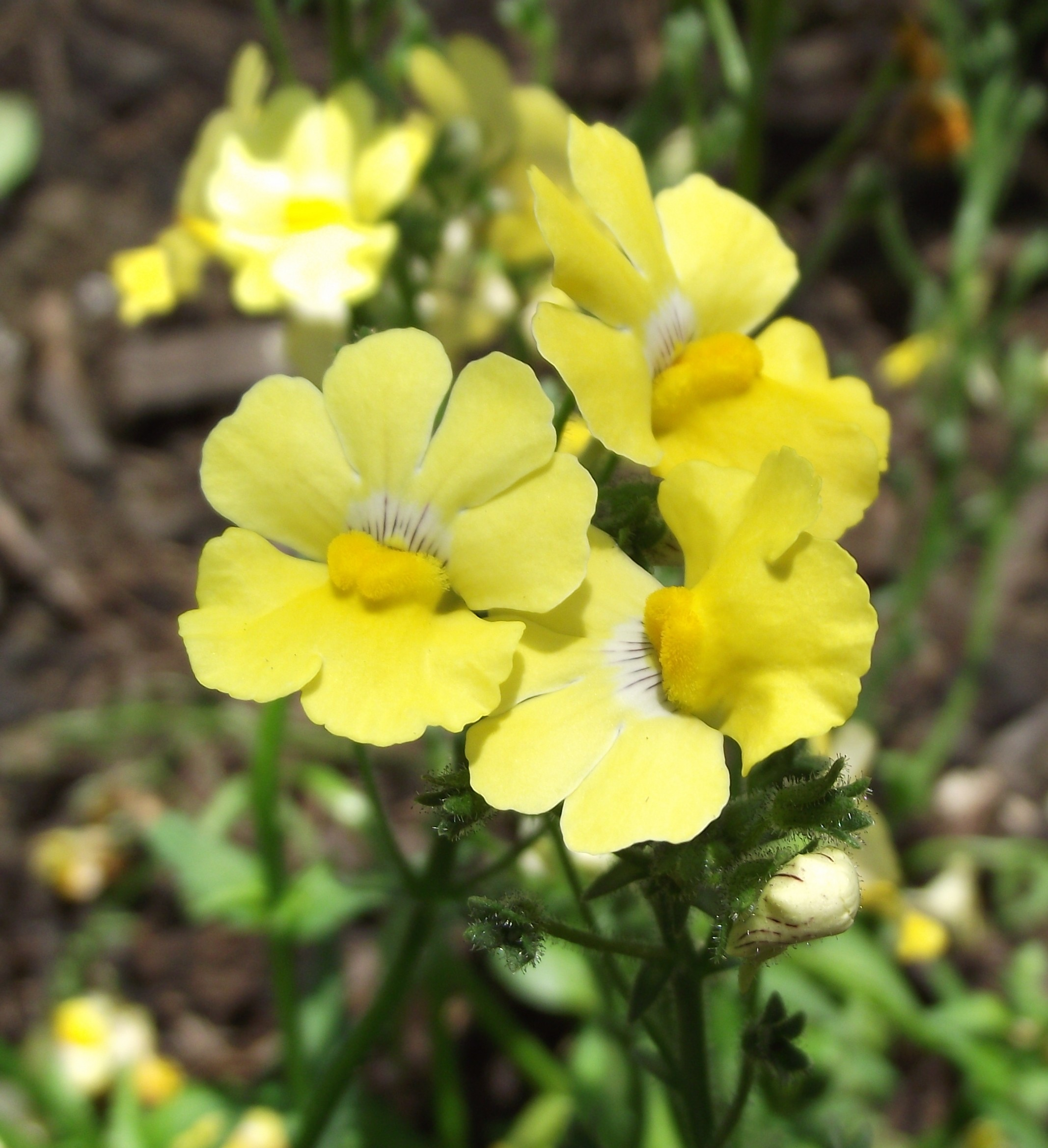
Hledíkovka Nemesia 'Sunsatia Lemon'
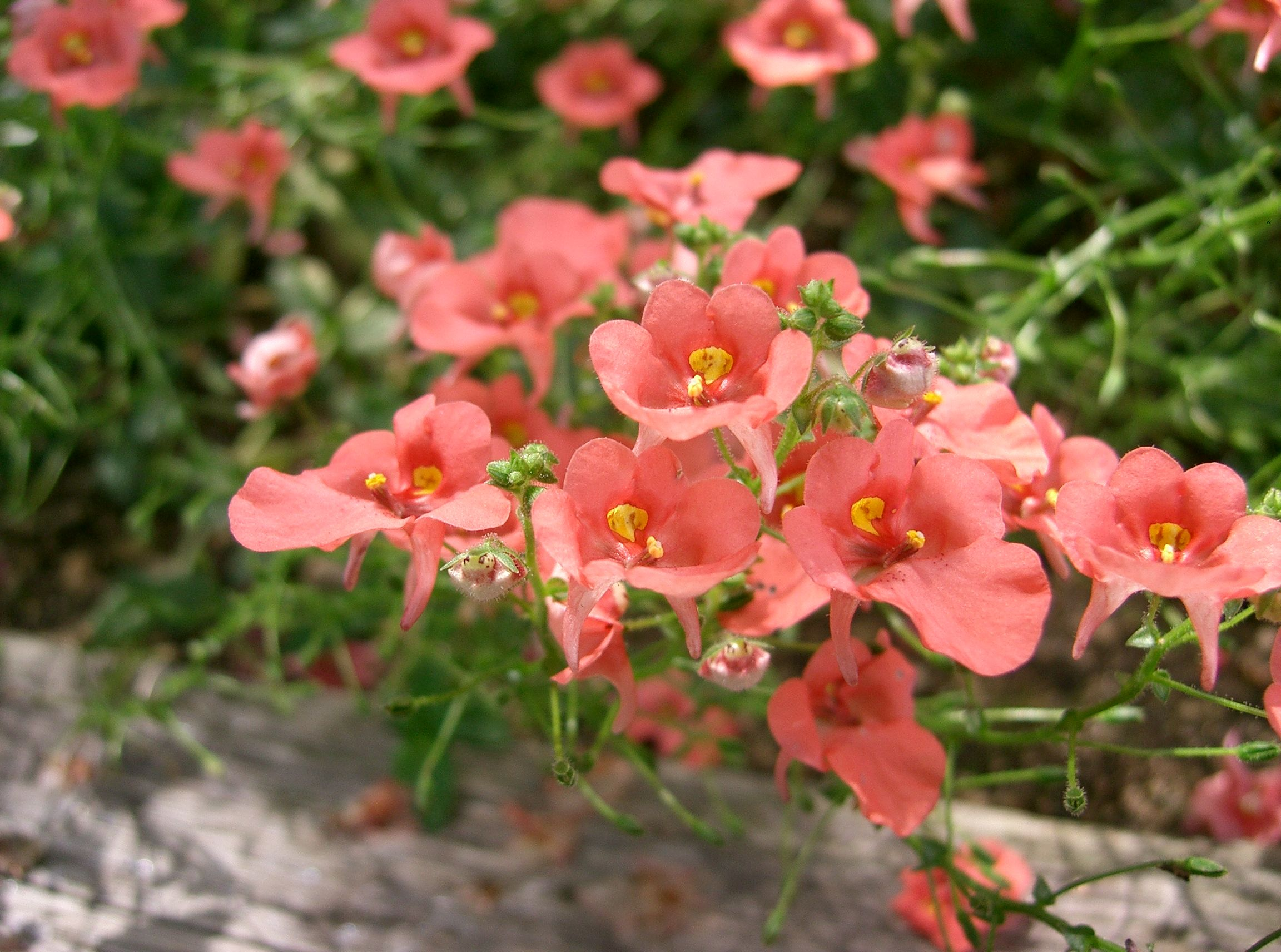
Květy ostruhatky Diascia 'Coral Belle'
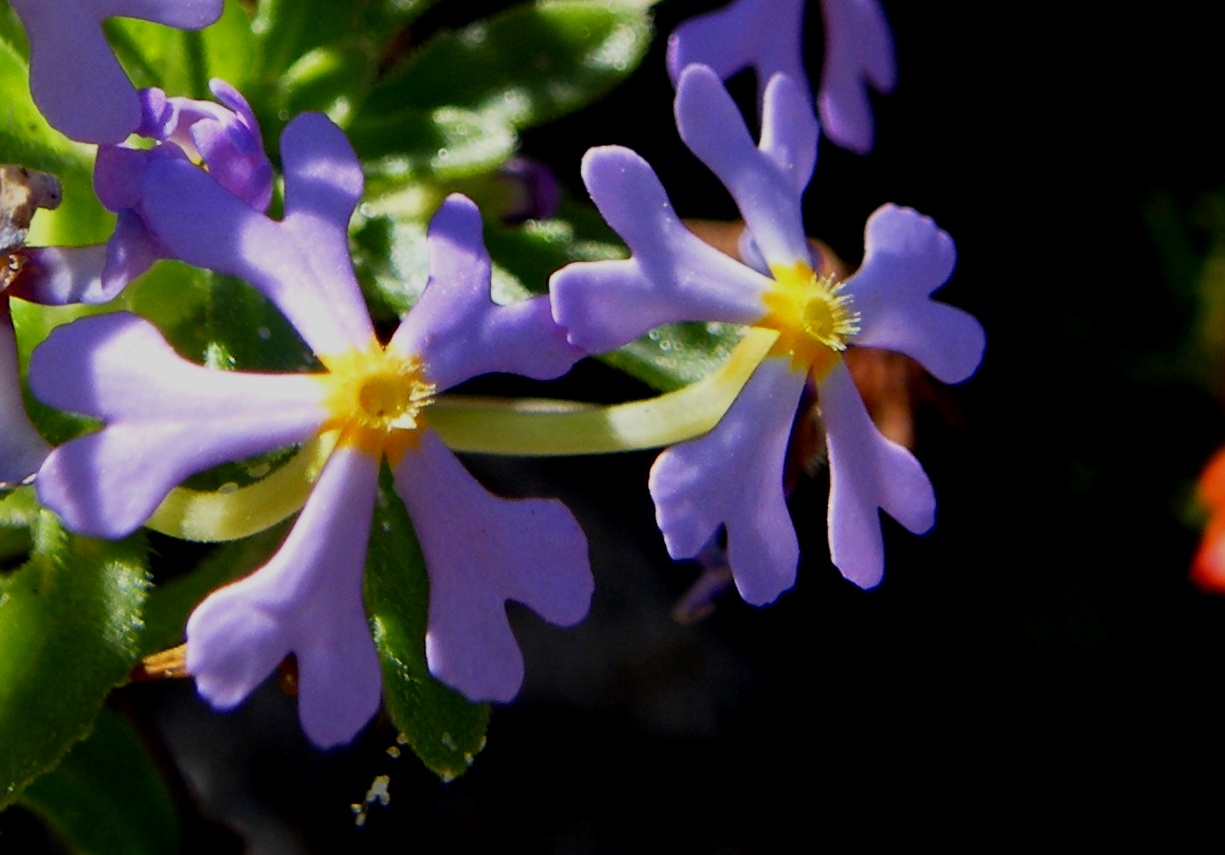
Květy zalužanky Zaluzianskya villosa
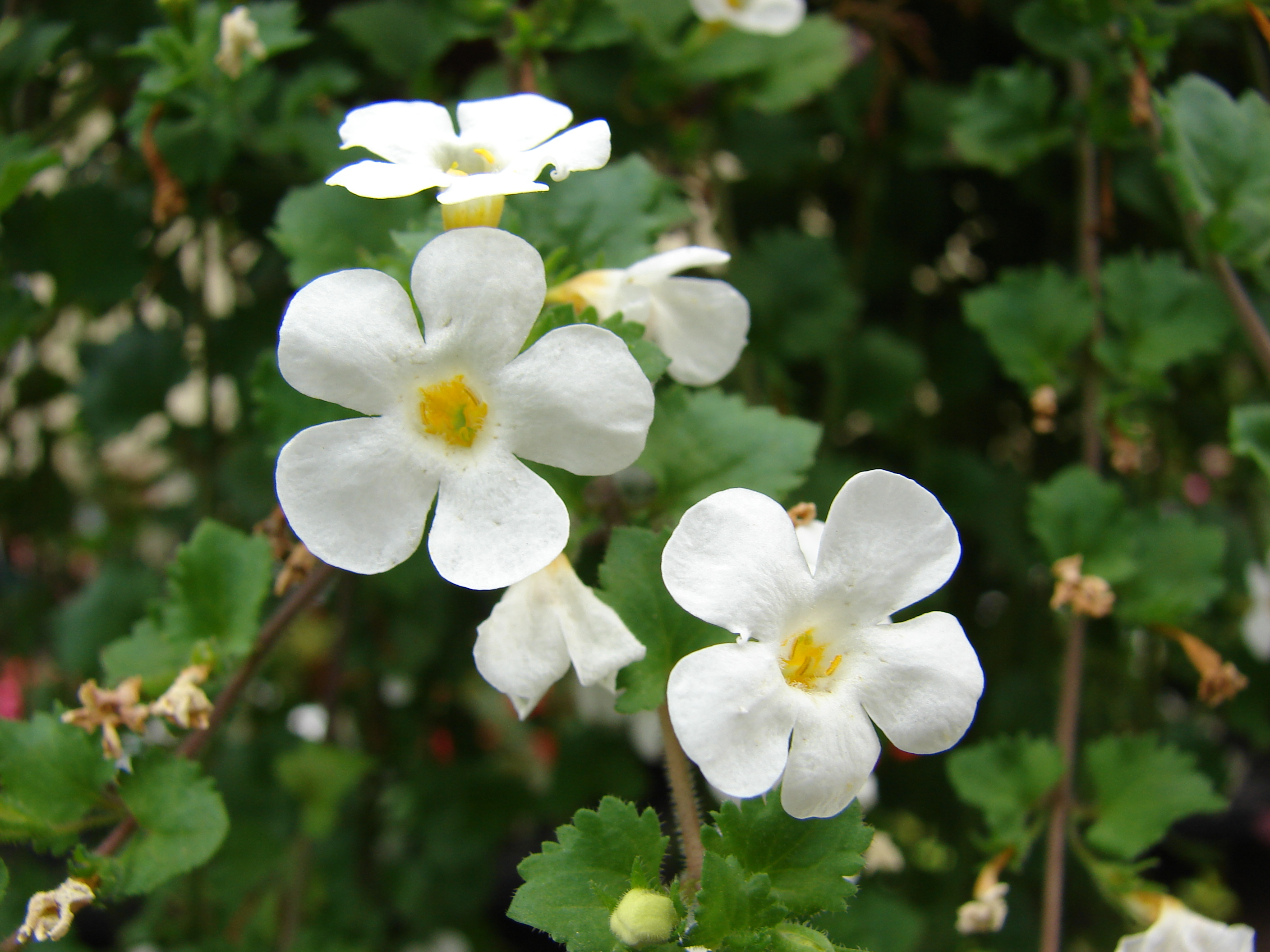
Kvetoucí Sutera cordata
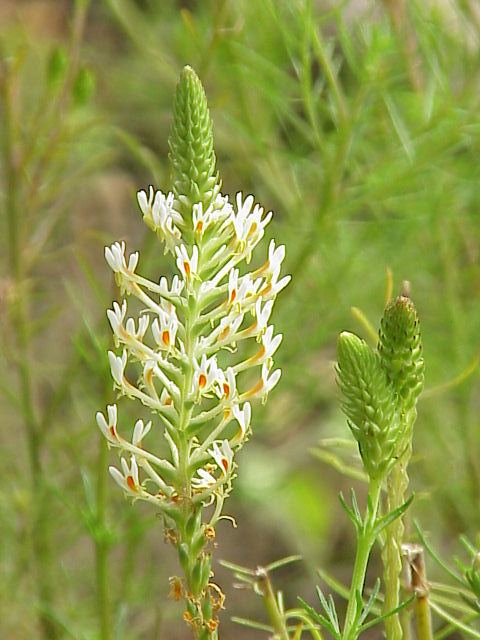
Hebenstreitia dentata

## Přehled rodů
Alonsoa,
Ameroglossum,
Androya,
Antherothamnus,
Anticharis,
Aptosimum,
Barthlottia,
Bontia,
Buddleja,
Calamphoreus,
Camptoloma,
Capraria,
Chaenostoma,
Chamaecrypta,
Chenopodiopsis,
Colpias,
Cromidon,
Cyrtandromoea,
Dermatobotrys,
Diascia,
Diclis,
Diocirea,
Dischisma,
Dolichostemon,
Eremogeton,
Eremophila,
Freylinia,
Glekia,
Globulariopsis,
Glumicalyx,
Glycocystis,
Gomphostigma,
Gosela,
Hebenstretia,
Hemimeris,
Ixianthes,
Jamesbrittenia,
Leucophyllum,
Lyperia,
Manulea,
Manuleopsis,
Melanospermum,
Microdon,
Myoporum,
Nathaliella,
Nemesia,
Oftia,
Peliostomum,
Phygelius,
Phyllopodium,
Polycarena,
Pseudoselago,
Ranopisoa,
Rhabdotosperma,
Scrophularia,
Selago,
Strobilopsis,
Sutera,
Teedia,
Tetraselago,
Trieenea,
Verbascum,
Zaluzianskya